# De libero arbitrio (Erasmus von Rotterdam)
De libero arbitrio  (lat. Über den freien Willen) ist eine Streitschrift von Erasmus von Rotterdam aus dem Jahr 1524.
Erasmus von Rotterdam verfasste sie in Reaktion auf Martin Luthers Theologie und auf Drängen vieler Zeitgenossen, darunter des Papstes. Erasmus bezieht – teilweise polemisch – Stellung gegen Luthers These, dass allein die göttliche Gnade (sola gratia) über das Schicksal des Menschen nach seinem Tod entscheidet und nicht seine eigenen Taten (Rechtfertigungslehre, Prädestinationslehre).
Dies sei zu unterscheiden von der Willensfreiheit, welche sich auf das allgemeine Wollen und Handeln eines Menschen bezieht: lat. arbitrium bedeutet Wahlfreiheit im Gegensatz zu voluntas (Wille, Wunsch, im Sinne von Begierde, lat. voluptas).
Die von Erasmus vertretene Position spiegelt, wenn auch nicht unkritisch, die Position des „alten Glaubens“, also der römischen Kirche wider, dass durch die Entscheidung zum guten Tun der Mensch über seine Gnade bei Gott durch das richtige Verhalten gleichsam (mit)entscheiden könne.
Luther verfasste 1525 die mitunter in sehr scharfem Ton gegen diese Position und ihren Verfasser gerichtete Schrift De servo arbitrio („Vom geknechteten Willen“), in welcher er diese bestritt. Die Kontroverse stellt den endgültigen Bruch zwischen Erasmus und Luther dar, die sich anfangs wohlwollend gegenübergestanden hatten.

## Textausgaben
- Erasmus von Rotterdam: De libero arbitrio diatribē. Basel 1524. doi:10.3931/e-rara-1062, Digitalisat aus der Bayerischen Staatsbibliothek
- Erasmus von Rotterdam: De libero arbitrio Diatribe sive collatio (1524), in: ders., Ausgewählte Schriften, hg. von Werner Welzig, Band 4, Darmstadt 1969, S. 1–195. (lateinisch-deutsch)
- Erasmus von Rotterdam: Vom freien Willen (1524). Verdeutscht von Otto Schumacher, Göttingen 1956, Vandenhoeck & Ruprecht, Digitalisat aus der Bayerischen Staatsbibliothek.